# Flos antipaxas
Flos antipaxas är en fjärilsart som beskrevs av Hans Fruhstorfer 1914. Flos antipaxas ingår i släktet Flos och familjen juvelvingar. Inga underarter finns listade i Catalogue of Life.